# Белокаменная (станция)
Белока́менная — узловая железнодорожная станция Малого кольца Московской железной дороги в Москве. Построена в 1908 году, получила описательное название, назначенное привлекать путешественников.
Входит в Московско-Курский центр организации работы железнодорожных станций ДЦС-1 Московской дирекции управления движением. По основному применению является промежуточной, по объёму работы отнесена к 4 классу.. Ранее была участковой.
На станции расположен остановочный пункт электропоездов Московского центрального кольца. Станция была открыта для пассажиров 10 сентября 2016 года вместе с открытием МЦК.

## Актуальное состояние
Располагается на территории природного национального парка «Лосиный Остров». Используется для отстоя, запаса и резерва вагонов. Грузовую работу ведёт маневровый локомотив со станции Ростокино.
Имеет 9 путей, в том числе 2 главных, 5 приёмоотправочных, 2 улавливающих тупика, 21 стрелочный перевод. Персонал — 6 сотрудников, в том числе начальник станции и 5 дежурных по станции.
Около станции практически нет предприятий, в отличие от других станций МК МЖД. От станции отходят ветки к базе ОАО «Арсенал-59» на мызе Раево (заброшена и на 2022 год разобрана полностью при строительстве СВХ, от ветки остался лишь небольшой кусок на станции), на завод «Красный богатырь» (заброшена и ныне полностью разобрана, сохранились местами лишь шпалы), к заводу ОАО «Русский продукт» (разобрана при строительстве Северо-Восточной хорды).
В 2013 году станция обслуживала двух грузополучателей: Центральное хранилище Банка России (спецперевозки) и ЗАО «ТОРЗ» (гранитный и известковый щебень).
У северной горловины станции железнодорожные пути проходят по Абрамцевскому путепроводу над Абрамцевской просекой.
Над южной горловиной станции находится Богородский (Лосиноостровский) путепровод.
Вдоль северной стороны станции проходит Северо-Восточная хорда, построенная в 2021 году.
Сохранились вокзал, два поста централизации, здание водоснабжения и два жилых дома начала XX века.
В 2014—2015 годах станция и прилегающие перегоны находятся в масштабной реконструкции по титулу строительства пассажирской линии Малого кольца МЖД. Часть рельсошпальной решётки, предназначенной для замены, также складировалась на подъездном пути к бывшей мызе Раево.
2 мая 2014 года Белокаменная в числе ещё 9 станций Малого кольца закрыта для всей грузовой работы по параграфу 3 Тарифного руководства № 4. Открыта по знаку «X» (грузовые и пассажирские операции не производятся). Код ЕСР сменён с 199106 Архивная копия от 23 февраля 2015 на Wayback Machine на 199110 Архивная копия от 9 августа 2014 на Wayback Machine.
Начальник станции — Жихарев Денис Вадимович (с 2013 года). Согласно сложившейся практике МЖД, на станции, как правило, работают «движенцы» не старше 30 лет.

## Фото

### Станция до реконструкции
| - Южная горловина, будка управления, снесённая в конце 2000-х - Вид в сторону станции Ростокино - Начало ветки на Мызу Раево - Пешеходный тоннель под северо-западной горловиной |

## В кинематографе
- «Баллада о солдате» (1959)
- «Когда деревья были большими» (1961)
- «Офицеры» (1971)
- «Шаг навстречу» (1975)
- «Даун Хаус» (2001)[5]